# Reflekta-Kamerawerk Tharandt

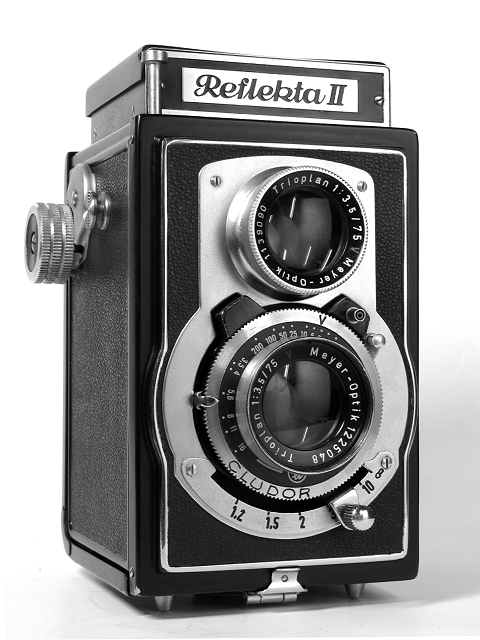
Die nach Zusammenschluss mit Welta produzierte Reflekta II

Die Firma Reflekta-Kamerawerk Tharandt war ein in der ersten Hälfte des 20. Jahrhunderts im sächsischen Tharandt ansässiger deutscher Kamerahersteller.

## Geschichte
Um 1900 gründete der Mechanikermeister Ferdinand Merkel in Tharandt bei Dresden eine Kamerawerkstatt. Die kleine Firma montierte aus zugekauften Einzelteilen Holzkameras und spezialisierte sich im späteren Verlauf auf Kameras aus Tropenhölzern, sogenannte Tropenkameras. Woldemar Beier, dessen spätere Eigenentwicklung Beirette seiner eigenen, 1923 gegründeten Firma Freitaler Kameraindustrie Beier & Co. sehr bekannt wurde, ging hier zur Lehre.
1930 wurde der Betrieb in Camera Werk Ferdinand Merkel, Tharandt i. Sa. umbenannt. Rund 30 Beschäftigte produzierten weiterhin Holzkameras. Man begann mit der Entwicklung der zweiäugigen Spiegelreflexkamera Reflecta, welche bereits 1931 vorgestellt werden konnte. Doch 1932 musste das Unternehmen Konkurs anmelden.
Fritz Richter übernahm mit seiner Frau Charlotte 1932 den insolventen Betrieb und firmierte nun unter Kamera-Werk C. Richter, Tharandt i. Sa. Richter investierte in den Ausbau der Werkshallen und die Modernisierung der Fertigung. Dies ermöglichte die Serienproduktion der Reflecta in großen Stückzahlen, welche endlich ab 1934 ausgeliefert werden konnten.
Nach dem Zweiten Weltkrieg wurde 1948 aus dem bis dahin recht erfolgreichen Unternehmen auf Grundlage des Volksentscheides in Sachsen ein volkseigener Betrieb. Die Familie Richter war enteignet. Als VEB Reflekta-Kamerawerk Tharandt war der Betrieb der Industrieverwaltung 24 Optik unterstellt. 1949 wurde unter Mitwirkung der Familie Richter die Firma „Lipca“ (Lippische Kamerafabrik Richter & Fischer GmbH) in Berntrup/Lippe (Westdeutschland) gegründet.
1950 wurde der Betrieb schließlich dem VEB Welta-Kamerawerke angeschlossen.
Die bereits erfolgreiche Reflecta wurde weiter verbessert und von Welta schließlich als Reflekta II und der daraus weiterentwickelten Weltaflex produziert und mit gutem Erfolg verkauft.